# Cléry Peak
Cléry Peak är en bergstopp i Antarktis. Den ligger i Västantarktis. Argentina, Chile och Storbritannien gör anspråk på området. Toppen på Cléry Peak är 640 meter över havet.
Terrängen runt Cléry Peak är kuperad åt sydost, men åt nordväst är den platt. Havet är nära Cléry Peak åt nordväst. Trakten är obefolkad. Det finns inga samhällen i närheten.